# Lavoisiera senaei
Lavoisiera senaei är en tvåhjärtbladig växtart som beskrevs av Schwacke. Lavoisiera senaei ingår i släktet Lavoisiera och familjen Melastomataceae. Inga underarter finns listade i Catalogue of Life.